# 타란툴라 성운
타란툴라 성운(Tarantula Nebula) 또는 황새치자리 30(30 Doradus), NGC 2070은 대마젤란 은하(LMC)에 있는 전리수소영역이다. 처음에는 항성으로 알려져 있었지만, 1751년 니콜라 루이 드 라카유가 이것이 성운임을 밝혀냈다.

## 밝기
타란툴라 성운의 겉보기 등급은 +8등급이다. 성운까지의 거리가 약 49 킬로파섹(약 160,000 광년)임을 생각해 볼 때, 이 천체는 극도로 밝은 비 항성 천체이다. 타란툴라 성운의 광도는 너무 크기 때문에, 만약 타란툴라 성운이 오리온 성운 마냥 지구에 가까이 있었다면 그 빛은 그림자를 지울 수 있을 정도로 밤하늘에서 밝게 빛났을 것이다.

## 항성 형성
타란툴라 성운은 국부 은하군에서 가장 활동적인 폭발적 항성 생성 영역이다. 또한 타란툴라 성운은 직경 약 200 파섹으로 국부 은하군에서 가장 큰 폭발적 항성생성 영역이기도 하다. 성운은 LMC의 가장자리에 자리잡고 있으며, 이곳의 램 압력으로 인해 성간 매질이 압축되어 이런 구조를 만들어낸 것으로 보인다. 성운의 중심에는 거대한 산개 성단인 R136(직경 약 35 광년)이 자리잡고 있으며, 이 성단이 성운이 보일 수 있게 하는 에너지 대부분을 생산한다. 성단의 추정 질량은 약 450,000 태양 질량으로, 미래 언젠가 구상 성단이 될 것으로 생각된다.
R136에 더하여 타란툴라 성운 안에는 좀더 늙은 산개성단이 하나 더 있는데, 호지 301이라 한다. 이 성단의 나이는 2천만~2천 5백만 년이며, 이 성단의 무거운 별들은 이미 초신성 폭발을 일으켰다.

## 초신성 발견
망원경 발명 이후 가장 가까운 곳에서 폭발한 초신성인 SN 1987A가 타란툴라 성운의 가장자리에서 발견되었다.

## 같이 보기
- NGC 604